# Кязим-заде, Кязим Мамедали оглы
Кязим Мамедали оглы Кязим-заде (азерб. Kazım Məmmədəli oğlu Kazımzadə; 10 августа 1913, Баку — 1992, там же) — азербайджанский художник и график, плакатист, иллюстратор книг и карикатурист, Народный художник Азербайджанской ССР (1964). 50 лет Кязим-заде оставался директором Азербайджанского государственного музея искусств.

## Биография
Кязим Мамедали оглы Кязим-заде родился 10 августа 1913 года в Баку. Со школьных лет Кязим-заде проявлял интерес к изобразительному искусству и в его становлении как художника одну из главных ролей сыграл его учитель, известный художник-график, сотрудник журнала «Молла Насреддин» Эмир Гаджиев. В 1936 году окончил Азербайджанское государственное художественное училище, куда поступил ещё в 1932 году. В начале 40-х принимал участие в Великой Отечественной войне. С 1942 года был директором Азербайджанского государственного музея искусств (на этом посту Кязим-заде оставался до самой смерти, вплоть до 1992 года).
В 1943 году Кязим-заде был удостоен звания Заслуженного деятеля искусств Азербайджанской ССР. В 1950 году был удостоен Сталинской премии за эскиз художественного ковра, посвящённого 70-летию И. В. Сталина. С 1952 года Кязим-заде был членом КПСС, а с 1954 — действительным членом Советского комитета Международного совета музеев.
В 1960 году Кязим Кязим-заде окончил Ленинградский институт живописи, скульптуры и архитектуры им. И. Е. Репина. В 1964 году ему было присвоено звание Народного художника Азербайджана.
Награждён Орденом Трудового Красного Знамени и медалями. Скончался Кязим-заде в 1992 году.

## Творчество

Иллюстрация поэмы «Дехнаме» Хатаи работы Казима Казим-заде. 1968. Национальный музей искусств Азербайджана, Баку

Могила Кязима Кязим-заде на II Аллее почётного захоронения в Баку

Кязим Кязим-заде писал в основном в жанре книжной иллюстрации и станковой графики. В первый период творчества иллюстрировал поэмы классика персидской поэзии Низами Гянджеви «Искандер-наме» («Игбалнаме»), «Сокровищница тайн» (1940), «Лейли и Меджнун» (1947), «Хосров и Ширин» (1948), а также детские книги «Фитне», «Волшебное кольцо», «Искендер и пастух». Также Кязим-заде иллюстрировал работы таких поэтов, как Мехсети Гянджеви, Хагани Ширвани, Катран Тебризи, Хатаи и Хафиза.
В серии картин «На путях фронта» Кязим-заде отразил ужасы Второй Мировой войны. Среди картин на военную тему выделяют «Уничтоженный фашистский танк», «На привале», «Письмо от матери».
Значительное место в творчестве художника занимали также политические плакаты и карикатуры. Сотрудничая с 1952 года с сатирическим журналом «Кирпи» («Ёж»), Кязим-заде создавал серии картин на исторические и бытовые темы («Исторические революционный события в Баку», «Медицинские работники», «Жизнь Х. Абовяна») и табло («416-я дивизия в бою», «В свободной Кубе», «Иракские картины»).
Также Кязим-заде создавал эскизы костюмов к постановкам опер и драматических спектаклей, а также к кинофильмам. Автор сюжетных ковров, посвящённых Иосифу Сталину (1949) и Владимиру Ленину (1957).
У Кязим-заде имеется также серия работ «Наши дети» («Я вас слушаю», «Нарисую картину», «Перед выступлением»). Помимо этого кисти Кязим-заде принадлежат портреты азербайджанского писателя и просветителя Аббаскули-ага Бакиханова, поэта Али Фазли и фольклориста Абуль-Касыма Гусейнзаде. Сотрудничая с такими художниками, как Азим Азимзаде, Эмир Гаджиев, Салам Саламзаде, Садых Шарифзаде, Исмаил Ахундов, Марал Рахманзаде, принимал участие в создании таких серий картин, как «Одевайся теплее, отправляясь на фронт», «Дружба народов Кавказа».